# Списание на Българското икономическо дружество
„Списание на Българското икономическо дружество“ (СпБИД) е бивше научно списание в България.
Издавано е от Българското икономическо дружество от 1896 г. – година след основаването на дружеството, до неговото закриване през 1949 г.
За времето на своето съществуване е най-авторитетното икономическо издание в страната, като сред неговите сътрудници са практически всички местни автори, работили в тази област.